# Bundesstraße 51
Die Bundesstraße 51 (Abkürzung: B 51) ist eine deutsche Bundesstraße. Sie verläuft in südwestlicher bis südlicher Richtung von Stuhr bei Bremen durch Niedersachsen, Nordrhein-Westfalen, Rheinland-Pfalz und das Saarland bis zur französischen Grenze bei Saargemünd. Auf der gesamten Länge von 570 km verläuft die Bundesautobahn 1 in etwa parallel.

## Geschichte
Die 1934 eingeführte Reichsstraße 51 verknüpfte Teilstrecken mit völlig unterschiedlicher Entstehungsgeschichte.
Sie verlief ursprünglich von der Saargrenze über Freudenburg, Conz, Trier, Bitburg, Prüm, Stadtkyll, Dahlem, Münstereifel, Euskirchen, Brühl, Köln, Burscheid, Lennep, Bochum, Haltern, Münster, Osnabrück, Bohmte, Diepholz und Bassum nach Bremen.
Die Straßenabschnitte zwischen Osnabrück und Bad Iburg sowie zwischen Münster und Telgte wurden bereits im 18. Jahrhundert auf Grundlage bestehender Altstraßen ausgebaut. Der nördlichste Streckenabschnitt zwischen Bremen und Münster wurde von 1811 bis 1813 als Heerstraße für die Truppen Napoleons I. geplant, die als Route Impériale Nr. 3 Paris mit Hamburg durch die 1811 annektierten Hanseatischen Departements verbinden und von Münster weiter über Dülmen nach Wesel/Venlo (heutige B 58) führen sollte. Nach dem Abzug der napoleonischen Truppen 1813 blieb die Straße in weiten Strecken unvollendet.
In den Jahren 1838 bis 1842 wurde der mittlere Streckenabschnitt von Haltern über Recklinghausen nach Bochum als erste Chaussee im Vest Recklinghausen gebaut. Im dicht besiedelten Bergischen Land wurde die Straße zwischen Remscheid-Lennep und Köln (Wermelskirchener Chaussee) bereits 1775 fertiggestellt. Diese Straße wurde 1865 als Cöln-Berliner Staatsstraße bezeichnet.
Der südliche Streckenabschnitt zwischen Köln und Trier wurde 1826 begonnen und 1841 vollendet. Im Saarland wurde bereits im 18. Jahrhundert mit dem Straßenbau begonnen. Die Straße zwischen Völklingen und Bous wurde laut Stadtchronik bereits 1734 fertiggestellt.

## Ursprünglicher Verlauf

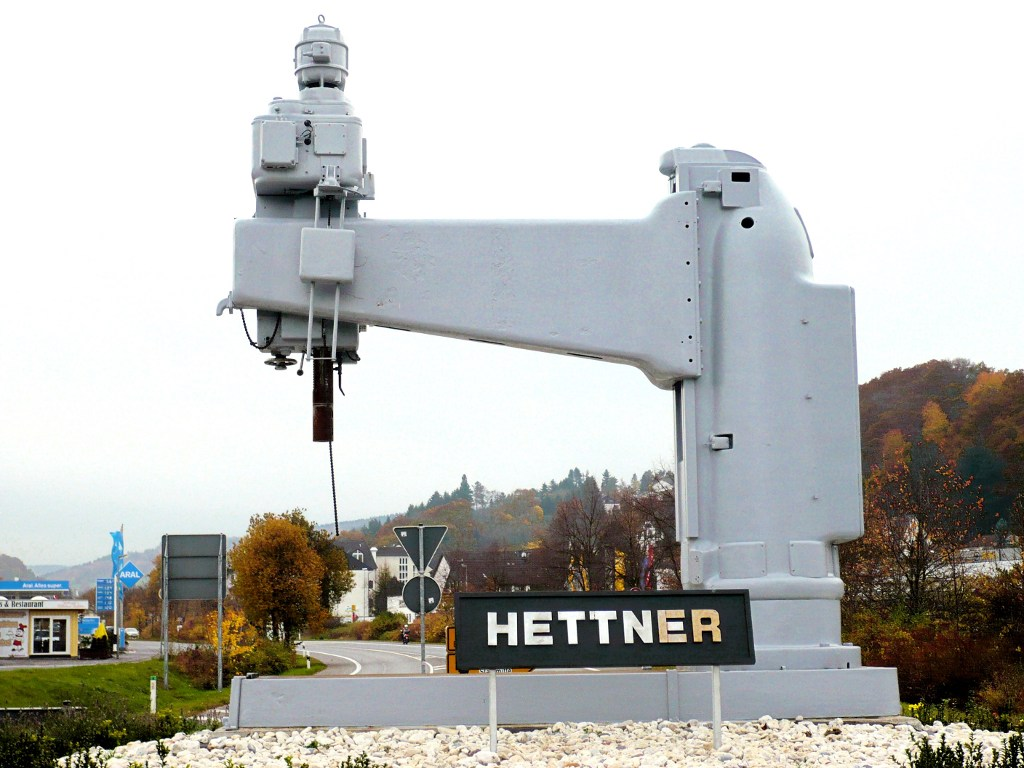
Hettner Bohrmaschine auf einem Verkehrskreisel der B 51 im Stadtgebiet von Bad Münstereifel.

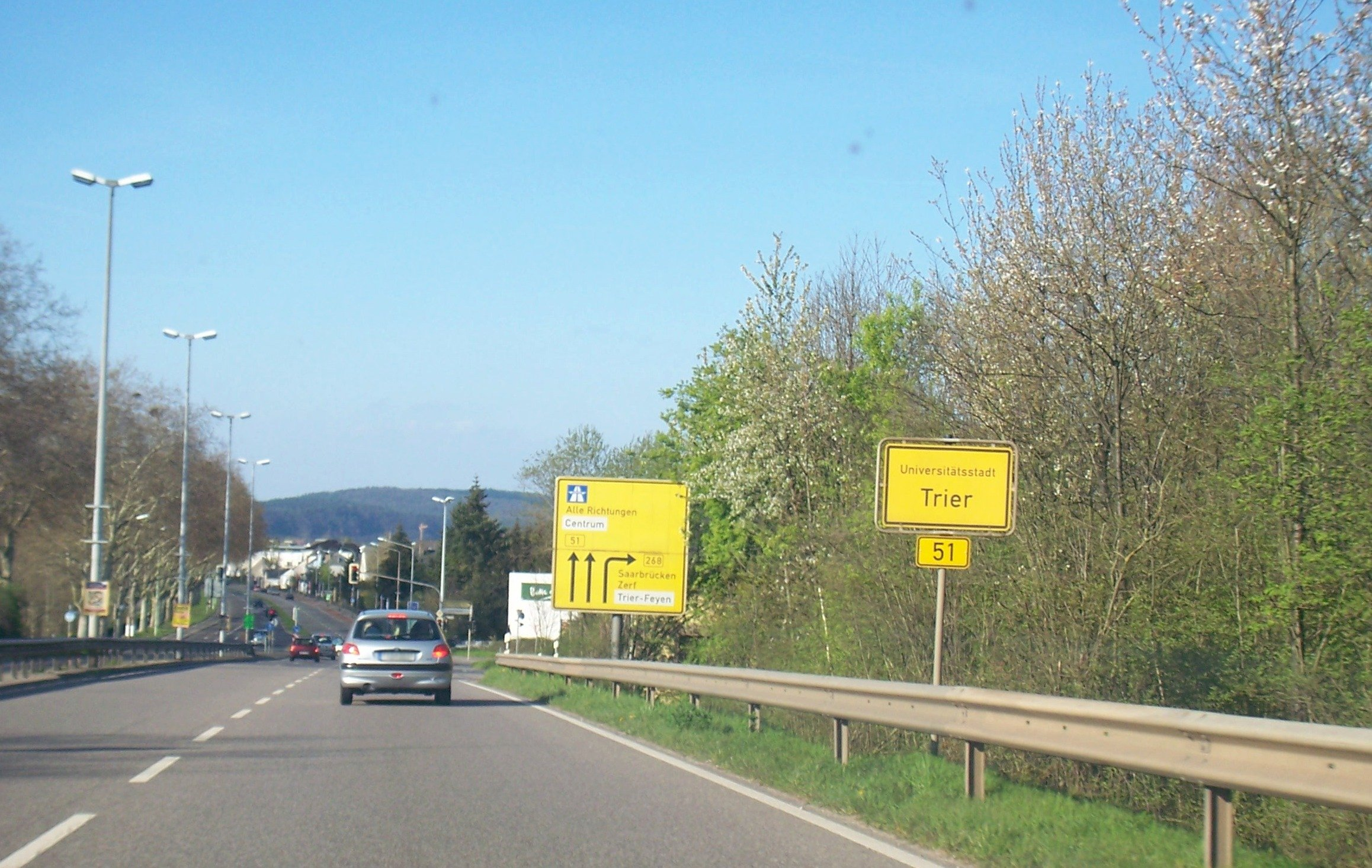
Die B 51 am Ortseingang Trier aus Richtung Konz (vierstreifiger Ausbau)

Die Bundesstraße 51 führt von der Hansestadt Bremen über das Ruhrgebiet bis ins Saarland und an die französische Grenze nach Lothringen.
In Bremen, südlich der Weser, beginnt die B 51 und führt fünf Kilometer gemeinsam mit der B 6 ins niedersächsische Brinkum, Gemeinde Stuhr.

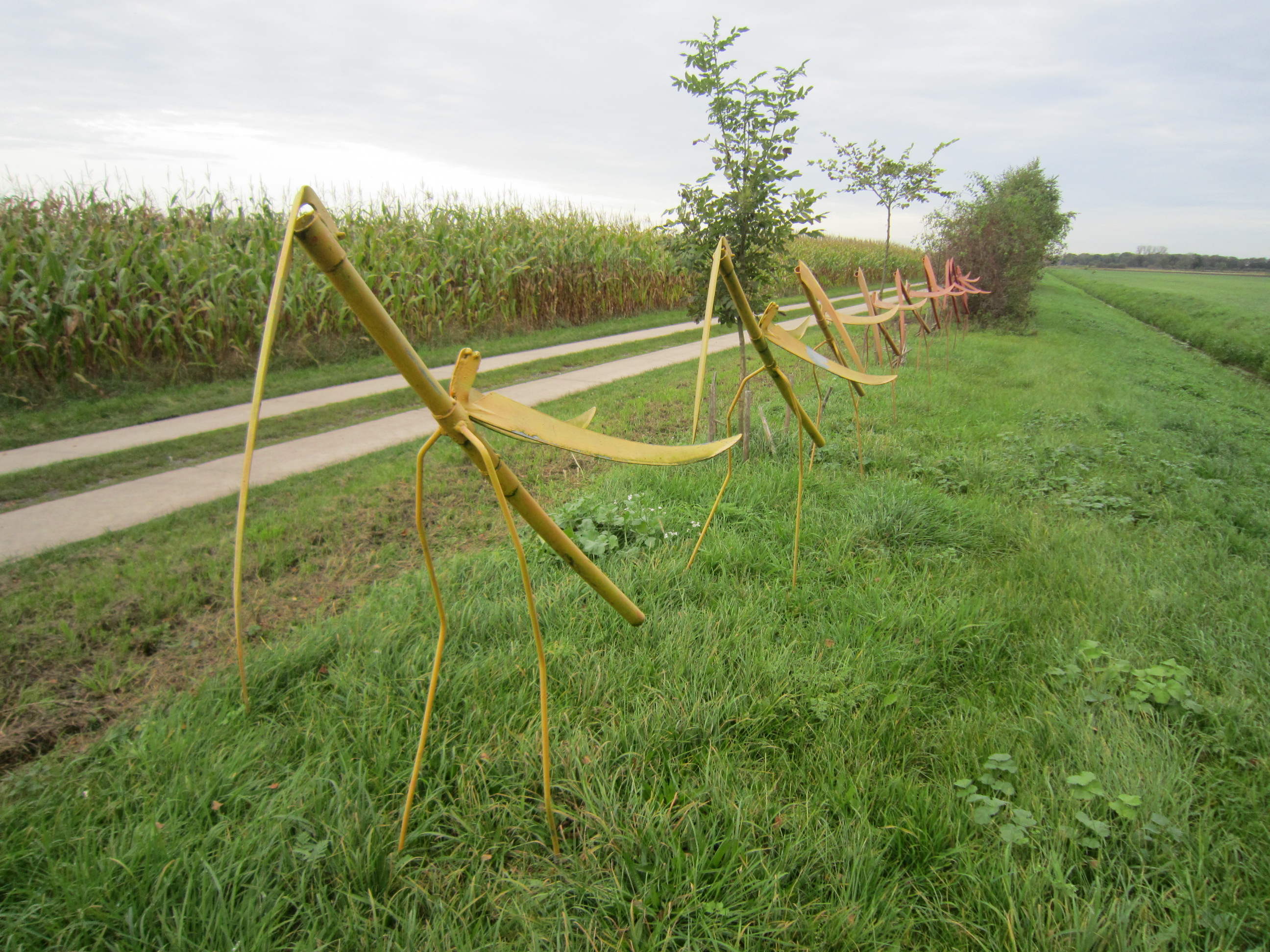
Zwischen Diepholz und dem Dümmer wenige Meter westlich der Bundesstraße: Der Skulpturenpfad „Diepholz Dümmer“

Durch den flachen, landwirtschaftlich genutzten niedersächsischen Teil der Norddeutschen Tiefebene gelangt die B 51 über Bassum (23 km) und die Kreisstadt Diepholz (42 km), vorbei an Niedersachsens zweitgrößtem See, dem Dümmer, und über ein kleines durch den nordrhein-westfälischen Kreis Minden-Lübbecke verlaufendes Teilstück, an den Rand von Osnabrück (110 km). Vor und nach Osnabrück durchquert die Straße die Naturparks von Wiehengebirge und Teutoburger Wald – südlich von Osnabrück vierstreifig bis zum Dörenberg und weiter durch Bad Iburg und Glandorf bis zur Landesgrenze nach Nordrhein-Westfalen.
Nach 174 km erreicht die B 51 Münster. Auf dem Innenstadtgebiet wurde beziehungsweise wird sie zur vierstreifigen Stadtautobahn ausgebaut. Weiter verlief sie durch das südliche Münsterland, durch Haltern am See und Recklinghausen nach Herne. Sie führt mitten durch Bochum (240 km), vorbei an Bergbaumuseum und Schauspielhaus, und überquerte bei Hattingen die Ruhr.
Die alte Strecke berührt den Osten Wuppertals, überquert im Ortsteil Langerfeld die B 7 und verläuft heute als L 58 durch das Bergische Land nach Remscheid-Lennep. Von dort aus weiter über Bergisch Born, Wermelskirchen und Burscheid nach Leverkusen. Über die Mülheimer Brücke führt sie am Rheinufer entlang (zwischen Hohenzollern- und Deutzer Brücke als Rheinufertunnel) durch Köln (311 km), wobei sie kurz hintereinander auch auf die Bundesstraßen 8 und 9 trifft. Wenige Kilometer südwestlich von Köln unterquert sie die A 4 und die A 553. Sie durchquert Brühl, überquert dann auf Höhe des Phantasialandes die kurze A 553, um dann im weiteren Verlauf die A 61 bei Weilerswist zu unterqueren. Ab hier verläuft sie fast parallel zur A 1 bis Euskirchen.
Ab Euskirchen (347 km) führt sie nun wieder als B 51 an Bad Münstereifel vorbei (bis in die 1970er-Jahre verlief sie mitten durch die Stadt) auf fast 100 km quer durch die dünn besiedelte Eifel und hierbei über die rheinland-pfälzische Grenze hinaus nach Prüm (409 km). Die alte, ursprüngliche Strecke verlief ab Prüm durch das Nimstal über Schönecken, Seffern, Bickendorf, Bitburg (jetzt die L 5). Ab Bitburg (441 km) führt sie schließlich in die Römerstadt und Moselmetropole Trier (457 km). Hinter Trier nähert sie sich bis auf wenige Kilometer der Grenze von Luxemburg und stößt bei Konz zum ersten Mal auf den Fluss Saar.

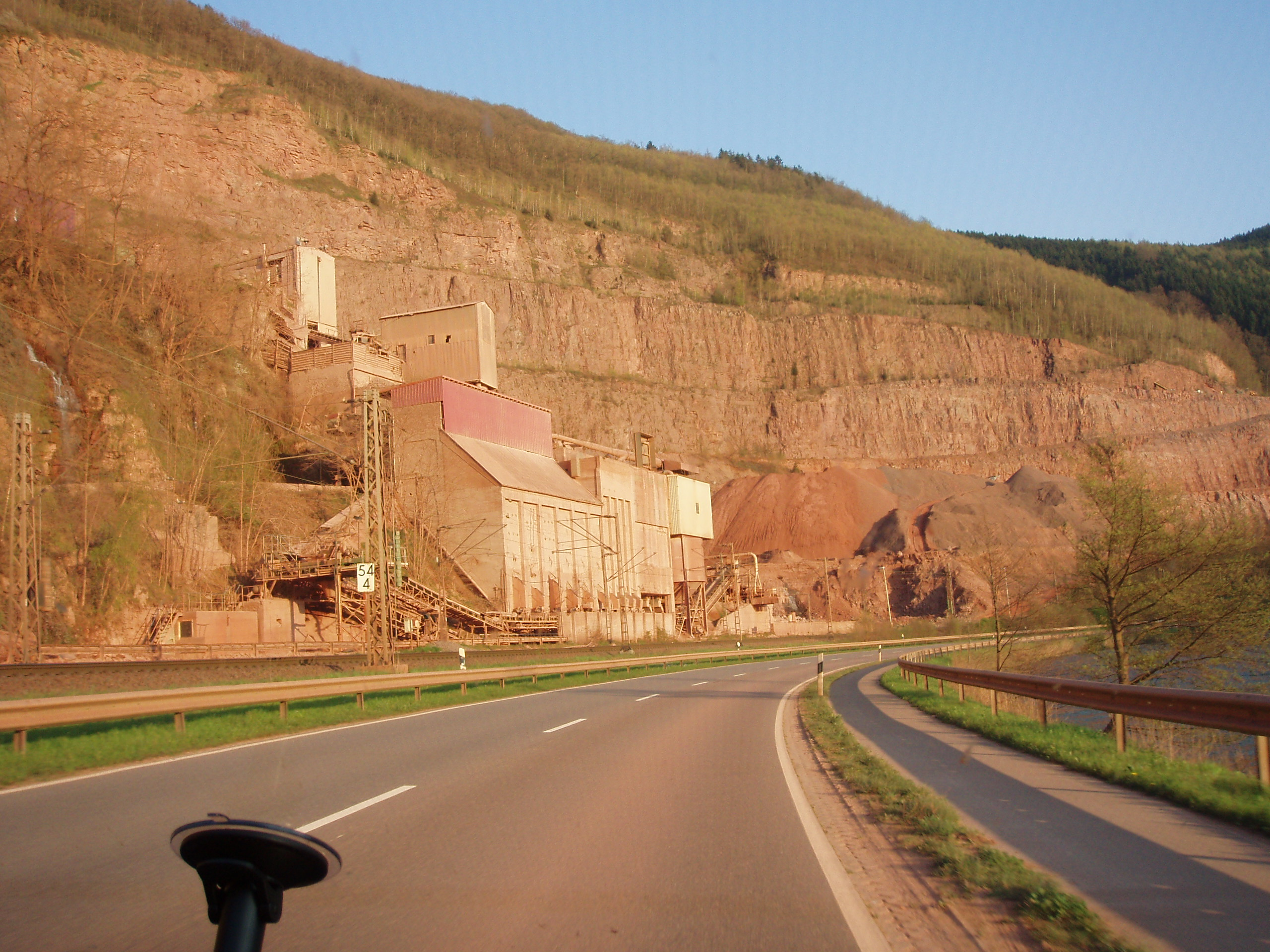
Die B 51 zwischen Saarburg und Mettlach

Diesen Fluss begleitet sie nun ab Saarburg als Uferstraße, über die Landesgrenze bei Saarhölzbach ins Saarland. Zwischen Mettlach und Besseringen verlässt sie die Saar, um die Saarschleife bei Orscholz abzukürzen. Früher führte die B 51 zwischen Saarburg und Mettlach jedoch nicht an der Saar entlang, sondern durch den Saargau, einem Hunsrückausläufer, entlang der heutigen L 132/B 407 durch Perdenbach und Trassem, weiter entlang der heutigen L 131 durch Freudenburg und Weiten, ab dort entlang der heutigen L 176. Zwischen Besseringen (498 km) und Saarlouis (518 km) entspricht der alte Verlauf der heutigen L 174. Danach geht es durch das alte Industrierevier bei Völklingen (Weltkulturerbe) bis Saarbrücken (541 km). Hinter dieser Großstadt verläuft die B 51 weiter entlang der Saar bis zu ihrem Ende an der französischen Grenze bei Sarreguemines (Saargemünd), wo sie in die französische N 61 übergeht, die nach wenigen Kilometern an die A 4 nach Paris oder Straßburg anschließt.
Insgesamt legte die B 51 so eine Strecke von 569 km zurück, wobei man die Teilstücke, in denen sie durch eine Autobahn ersetzt wurde, nicht unbedingt mitrechnen kann. Andererseits ist die B 51 im Vergleich zur Reichsstraßenzeit dadurch länger geworden, dass zahlreiche Ortsumgehungen gebaut wurden.

### Abgestufte Abschnitte
Die autobahnähnlich ausgebaute Ortsumgehung von Belm ist seit Mitte 2019 unter Verkehr und geht in die A 33 über, die Ortsdurchfahrt Belm wurde abgestuft. Die B 51 wird an der Anschlussstelle Osnabrück-Nahne der A 30 fortgesetzt.

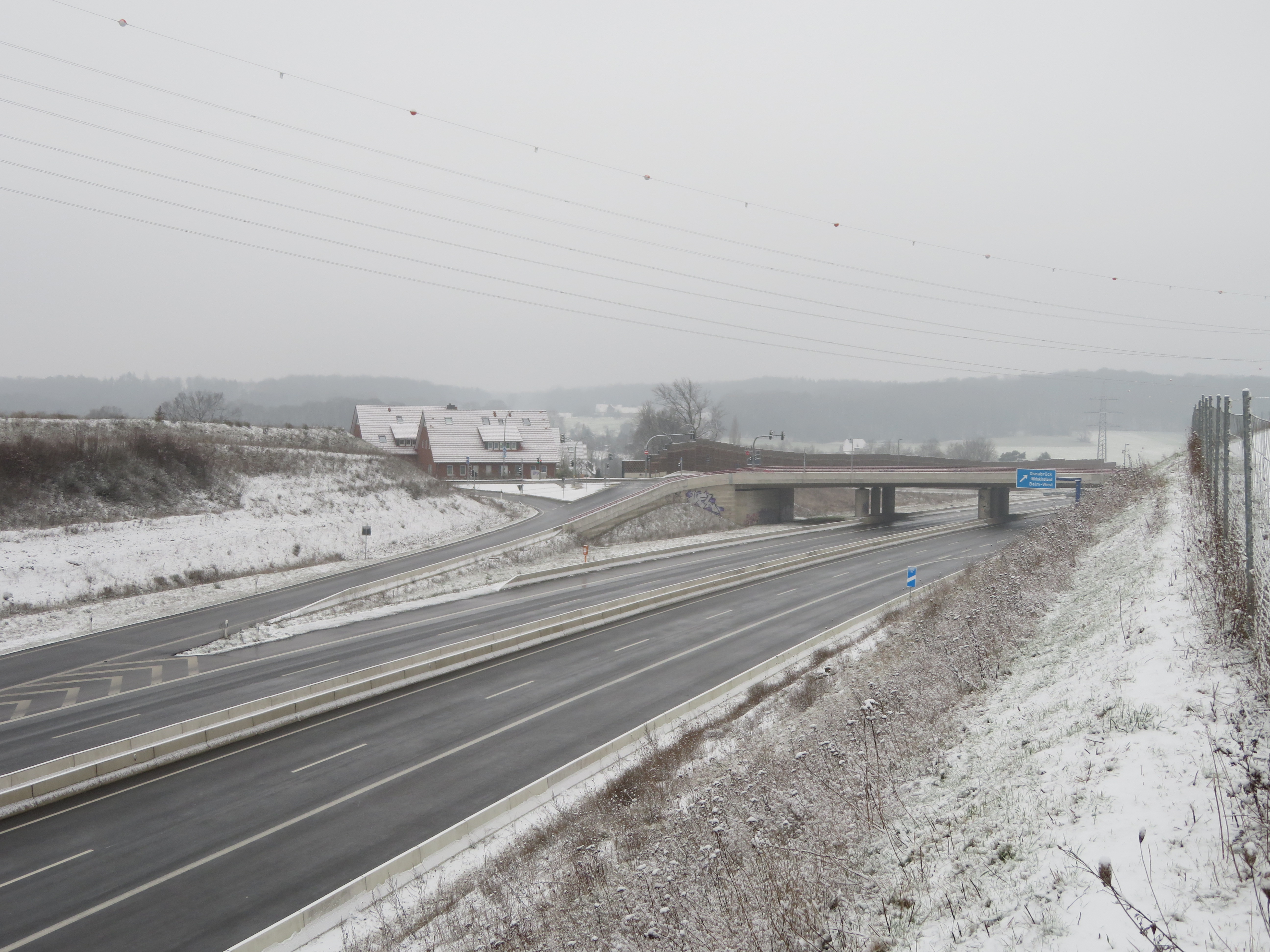
Querung der ehemaligen B 51 über die A33 bei Osnabrück-Widukindland

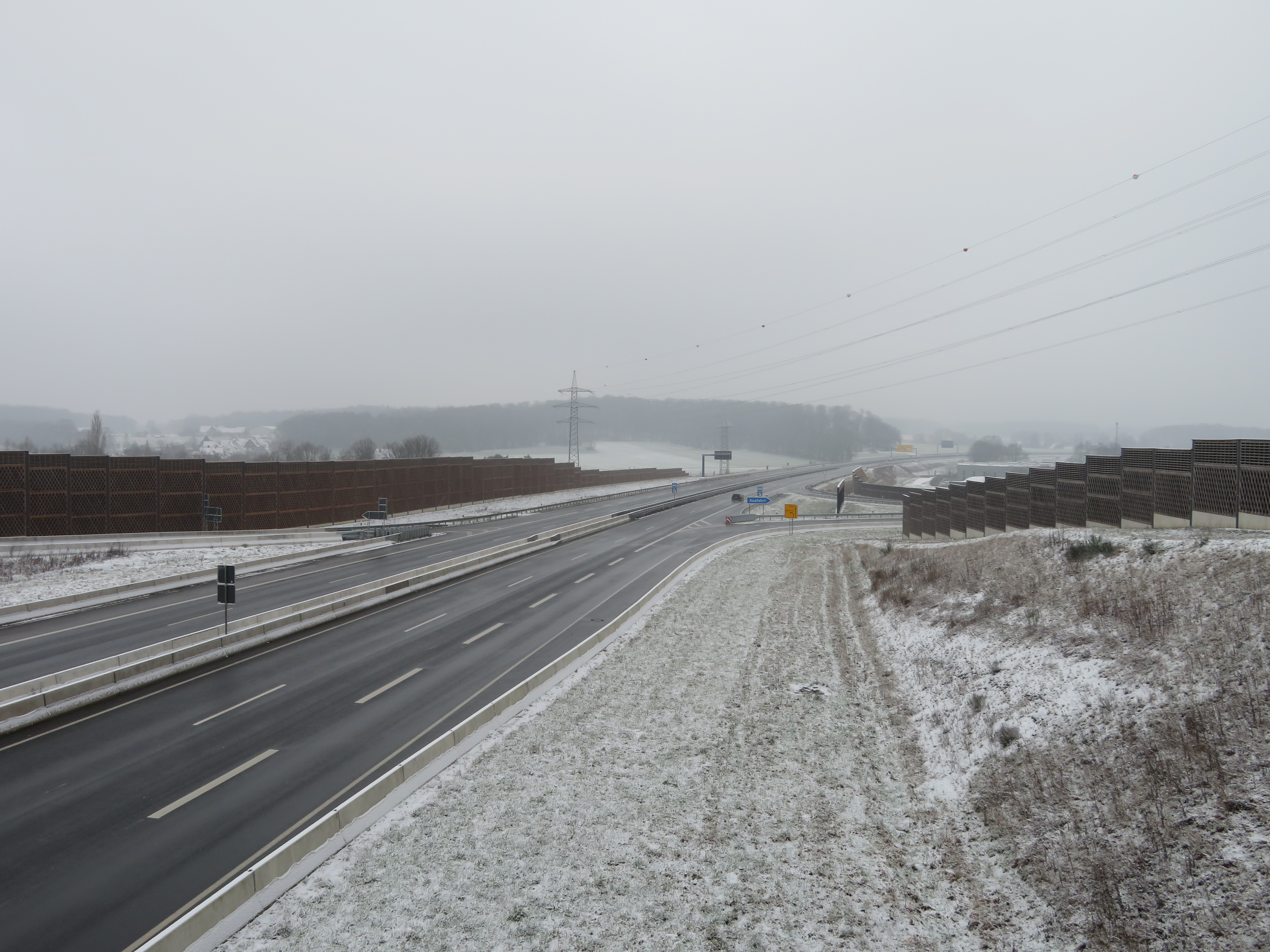
Beginn der B 51 als autobahnähnliche Ortsumgehung Belm am Ende der A33 an der Anschlussstelle Osnabrück-Widukindland

Südlich von Münster wird die B 51 durch die A 43 und die A 1 ersetzt, während der ehemalige Verlauf größtenteils zur L 551 herabgestuft wurde. Der Abschnitt ab der AS Bochum-Riemke bis zur Anschlussstelle Sprockhövel wurde zum 1. Januar 2010 abgestuft, der anschließende Abschnitt bis nach Remscheid-Lennep bereits zum 1. Januar 2008.
Auch zwischen den Anschlussstellen Brühl-Nord und Euskirchen ist die B 51 durch die A 553 und abermals die A 1 ersetzt. Zum 1. Januar 2015 wurde der weiterführende Abschnitt zwischen Euskirchen und der Anschlussstelle Blankenheim zur Landesstraße 194 abgestuft.
Zum 1. Januar 2014 wurde der Abschnitt vom Beginn der Berliner Straße im Kölner Stadtteil Mülheim bis zur Autobahnauffahrt Burscheid der A 1 zu Gemeinde- bzw. Landesstraßen (zumeist L 188) herabgestuft.
Weitere abgestufte Abschnitte verlaufen zwischen Prüm und Bitburg (A 60) sowie seit Anfang 2007 zwischen Besseringen und Saarlouis (A 8).

## Überregionale Bedeutung

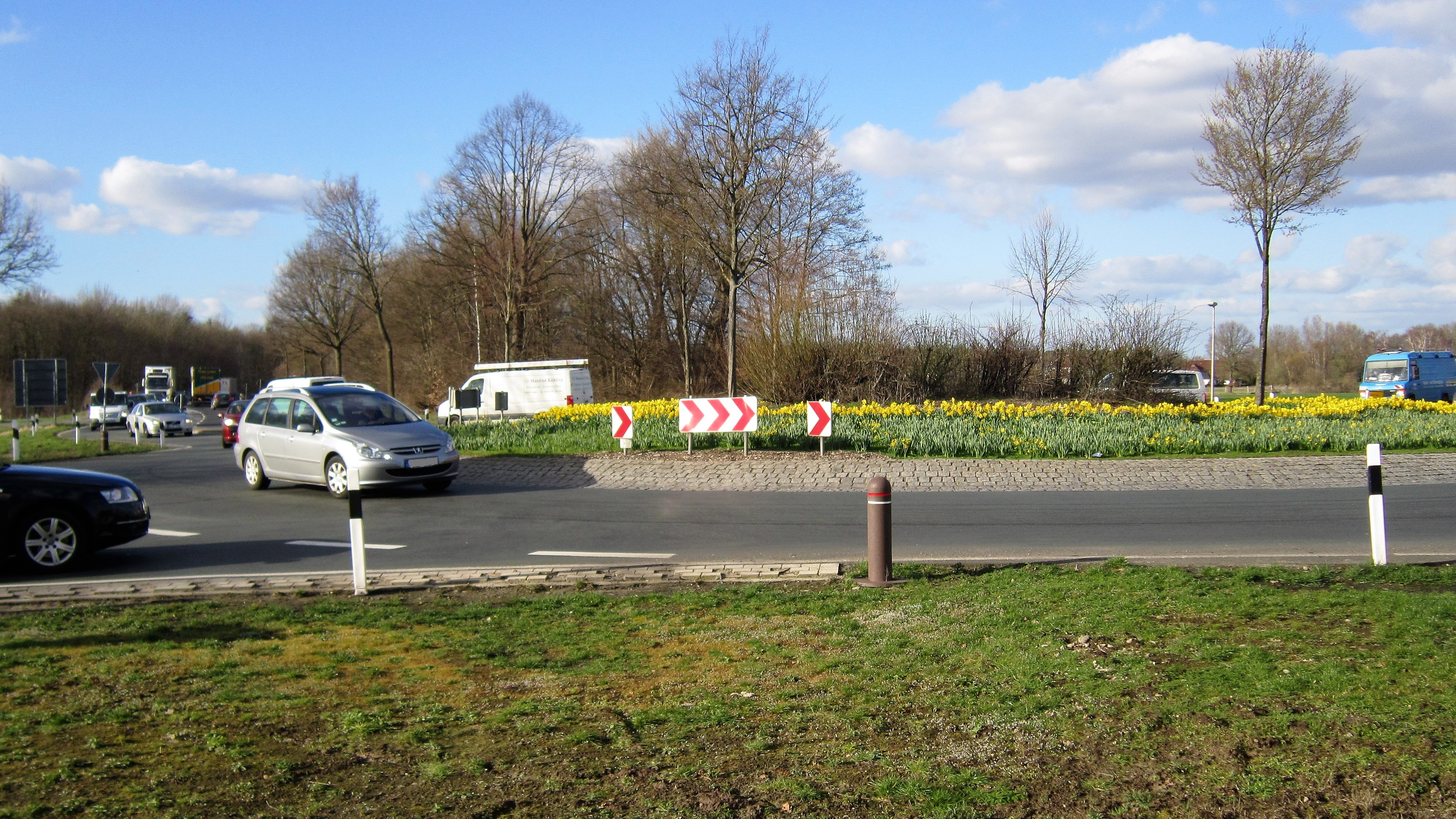
Wichtiger Knotenpunkt im westlichen Niedersachsen: die Abzweigung der B 69 von der B 51 und B 214 im Norden von Diepholz

Eine Bedeutung der B 51 als überregionale Straße war (außer bei drohenden erheblichen Zeitverlusten auf der Autobahn 1 zwischen Bremen und Münster durch Staus und Streckensperrungen) im nördlichen Verlauf vor der Schließung der letzten Lücke in der A 33 kaum gegeben. Seit dem Lückenschluss im Jahr 2019 und der Fertigstellung der Ortsumgehung Belm hat sich jedoch die Fahrzeit von Bremen nach Bielefeld so stark verkürzt, dass sich eine Fahrt über die B 61 aus dem Raum Bremen ins Ravensberger Land zeitlich kaum noch lohnt.
Zwischen Blankenheim und Trier (mit Ausnahme des durch die A 60 ersetzten Abschnitts zwischen Prüm und Bitburg) kommt der B 51 eine überregionale Bedeutung zu, weil sie hier die in Planung bzw. in Bau befindliche A 1 ersetzen muss. Da in diesem Bereich erhebliche Fernverkehrszahlen erreicht werden, ist sie dort fast durchgehend dreistreifig, teilweise sogar vierstreifig (Autobahnähnliche Straße) ausgebaut. Die Kombination A 1 – B 51 – A 60 stellt die kürzeste Verbindung des Kölner Raums mit dem Westen Rheinland-Pfalz’, Luxemburg und Lothringen dar, welche jedoch im Gegensatz zur Autobahnroute nicht kreuzungsfrei ist. Auch der Verkehr zwischen Südfrankreich oder Spanien und Skandinavien nutzt oftmals diese Verbindung. Dieser Abschnitt ist Teil der E 29.

## Planungen
Diskussionen um Einbeziehung einzelner Abschnitte der B 51 in die LKW-Maut blieben bis zur Einführung der Lkw-Maut für alle Bundesstraßen zum 1. Januar 2018 erfolglos. Auch die zeitweise Sperrung für den Schwerlastverkehr im Abschnitt A 64 (bei Trier) bis A 60 (bei Bitburg), wie dies beispielsweise bei der B 3 in Nordhessen erfolgreich gehandhabt wird, ist bislang ohne Ergebnis geblieben. Als wichtigstes Hindernis für die Sperrung werden zwei nur zweistreifige und sanierungsbedürftige Brücken der B 52 am derzeitigen Autobahnende der A 64 in Richtung A 1/A 602 genannt, die den zusätzlichen Schwerlastverkehr nicht aufnehmen könnten.

### Saarland
Die seit den 1960er Jahren geforderte Umgehung des Merziger Ortsteils Besseringen war seit Juni 2011 im Bau und wurde am 13. Dezember 2013 fertiggestellt. Die Kosten für den 3,6 km Abschnitt beliefen sich auf ca. 27,2 Millionen Euro, es wurden zwei über 200 m lange Talbrücken errichtet. Pro Tag durchquerten rund 16.000 Fahrzeuge den Ort.

### Rheinland-Pfalz
Ab Sommer 2004 befand sich die Westumfahrung Trier, auch „Moselaufstieg“ genannt, im Planfeststellungsverfahren. Geplant ist, von Konz die Bundesstraße 51 westlich des Trierer Bergs auf einer neuen Trasse auf die Moselhöhen zu führen und dort an die A 64 anzuschließen. Am 12. Mai 2005 hob das Oberverwaltungsgericht Koblenz den dazu gefassten Planfeststellungsbeschluss jedoch auf. Ein Bau in den nächsten Jahren erscheint daher unwahrscheinlich.
Aus diesem Grund wurde die B 51 auf dem Trierer Stadtgebiet weiter ausgebaut. Zwischen der Fachhochschule und der Ampel an der Kaiser-Wilhelm-Brücke wurde die Straße durchgehend dreistreifig ausgebaut, indem der Felsen unterhalb der Fachhochschule abgetragen und die Napoleonsbrücke für drei Fahrstreifen ertüchtigt wurde. In diesem Zuge wurden auch marode Stützmauern der derzeitigen Trasse im unteren Gillenbachtal instand gesetzt.
Andererseits ist geplant die B 51 im Bereich Trier-West ab der Einmündung Römerstraße/Bahnübergang in nördlicher Richtung von der Aachener Straße/Luxemburger Straße in die Hornstraße zu verlegen. Der weitere Verlauf soll sich ab dem Bereich Trierweilerweg/Über Brücken dann parallel zur Weststrecke über die ehemaligen Gelände des Bahnbetriebswerkes und der Firma Eybl-Bobinet erstrecken und bei der Straße Im Speyer schließlich wieder in die alte und ab dort gut ausgebaute Trasse übergehen.
Der offizielle Spatenstich für die 4,3 Kilometer lange und rund 20 Millionen Euro teuere Ortsumgehung Konz-Könen fand im Februar 2012 statt, am 23. August 2017 war die Eröffnung. Die Umgehung beginnt zwischen den Abzweigen L 136 und K 112 im Bereich Tawern um dann den Stadtteil Könen im Westen zu umgehen und schließlich unterhalb des Industriegebietes Granahöhe an die B 419 anzuschließen, welche nach der Brücke der Saarmündung wieder in die B 51 übergeht.

### Nordrhein-Westfalen
Für den Ausbau der B 51 als östlich des Stadtkern Münsters verlaufende, vierstreifige Umgehungsstraße durch den zu den begehrtesten und teuersten Stadtteilen Münsters zählenden Stadtteil St. Mauritz bestehen seit längerer Zeit konkrete Pläne. Bereits in den 1960er Jahren wurde eine leistungsfähige Straßenverbindung zwischen Münster und der Region Bielefeld sowie Ostwestfalen diskutiert. Ende der 1960er Jahre entstanden Planungen einer vierstreifigen Kraftfahrstraße, die südlich der bisherigen B 51 verlaufen sollte. Die Alternativplanung aus dem Jahr 1992 sah einen vierstreifigen Ausbau der B 51 zwischen Münster und Telgte vor und wurde bis zum Jahr 2003 weiter als vordringlicher Bedarf angesehen.
Das Bauvorhaben auf der Strecke bis zum Schifffahrter Damm zählt 2015 zur offiziellen Zielplanung der Stadt Münster. Bei den Anwohnern ist das Bauvorhaben umstritten, die eine Klage über unzureichenden Lärmschutz beim Oberverwaltungsgericht für das Land Nordrhein-Westfalen einreichten. Die Bürgerinitiative St. Mauritz, Münsters älteste Bürgerinitiative, die 1986 gegründet wurde, versucht seit knapp 30 Jahren die Umsetzung des Bauvorhabens in der geplanten Form zu verhindern und präferiert eine Untertunnelung der B 51 nach dem Vorbild der Hamburger Deckel. Bereits 1994 empfahl eine durch das damalige NRW-Verkehrsministerium in Auftrag gegebene Umweltverträglichkeitsstudie die Untertunnelung zur Minimierung von Lärm- und Abgasbelastung.

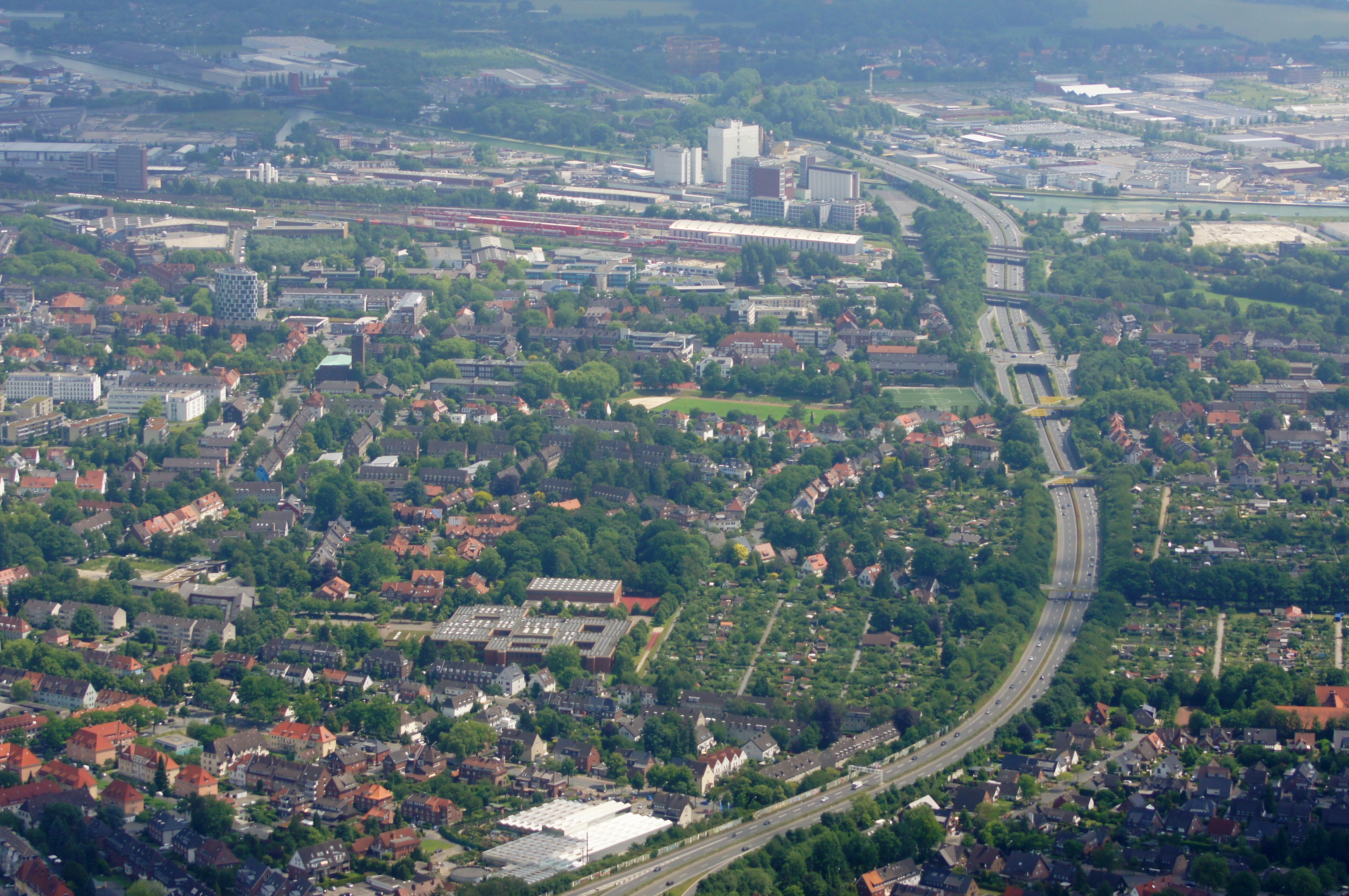
Blick von der Anschlussstelle Weseler Straße in Richtung der Anschlussstelle Albersloher Weg

Am südlichen Teil des zum Ausbau vorgesehenen Teilstücks der Umgehungsstraße bewegen sich an den drei Verkehrsknotenpunkten am Albersloher Weg, der Umgehungsstraße selber sowie der Wolbecker Straße täglich 120.000 Autos. Davon entfallen gegenwärtig 30.000 Fahrzeugbewegungen auf die zweistreifige B 51. Das Verkehrsaufkommen sei allerdings nach Auskunft des Verkehrsplaners Ralf Renkhoff der Stadt Münster rückläufig. Für das Jahr 2025 wird mit einem Anstieg auf rund 47.000 bis 52.000 Fahrzeugbewegungen pro Tag gerechnet.
Mit dem vierstreifigen Ausbau der B 51 soll das Aufstellen von Lärmschutzwänden sowie die Verwendung von Flüsterasphalt zur Reduzierung der Geräuschemission nach Auskunft der Bezirksregierung Münster einhergehen. Die geplante Verwendung von Flüsterasphalt wird von Anwohnern als politisch, nicht jedoch technisch wirksame Maßnahme kritisiert. Flüsterasphalt kann seine lärmmindernde Wirkung bei hohen Geschwindigkeiten entfalten, weswegen er vornehmlich auf Autobahnen zu finden ist. Unterhalb von 60 km/h ist kein nennenswerter Effekt messbar. Im betreffenden Abschnitt der B 51 besteht eine Geschwindigkeitsbegrenzung von 70 km/h. Zudem ist bei Flüsterasphalt nach sechs bis acht Jahren die Deckschicht zu ersetzen, wohingegen konventioneller Asphalt Liegedauern von zwölf Jahren erreicht.
Der Ausbau der Umgehungsstraße soll nach Planung der Stadt im Jahr 2025 auf ganzer Länge abgeschlossen sein. Für die Baumaßnahmen bewilligte der Bund im Jahr 2014 Gelder in Höhe von 42 Millionen Euro.
Bevor die Genehmigung für den Ausbau erteilt wurde, ließ der Landesbetrieb Straßen NRW Bäume und Gehölzer auf dem 6.000 m² großen zukünftigen Baufeld entlang der Trasse der B 51 im Februar 2015 fällen. Dies wurde vom Bündnis 90/Die Grünen sowie dem Naturschutzbund Deutschland kritisiert. Es folgte die Suche nach Blindgängern an Verdachtspunkten im Baugrund durch den Kampfmittelräumdienst.
Bereits im Januar 2015 war vom Liegenschaftsausschuss beschlossen worden, dem Landesbetrieb Straßen NRW Flächen an der Wolbecker Straße zu verkaufen, auf der sich bisher Kleingärten der Vereine Morgensonne und Damaschke befanden, die unmittelbar an den bisherigen Streckenverlauf der B 51 reichten. Für diese Flächen, die für den Ausbau der Bundesstraße benötigt werden, plant das Grünflächenamt den Pächtern, denen sie wegen der städtebaulichen Maßnahme im Jahr 2014 gekündigt hatte, Ersatzflächen im Stadtgebiet zur Verfügung zu stellen. Die Herrichtung der Ersatzflächen ist für die Stadt Münster mit Kosten in Höhe von knapp 560.000 Euro verbunden.
Nachdem im Mai 2015 die letzte von 4 Klagen vor dem Oberverwaltungsgericht für das Land Nordrhein-Westfalen zur Prüfung der Gültigkeit des Planfeststellungsbeschlusses zum Straßenbau aus dem Jahre 2011 abgewiesen wurde, erfolgte am 22. Juni 2015 der Spatenstich zum Baubeginn.
Die Umgehungsstraße um den Kölner Stadtteil Meschenich wurde am 15. April 2025 freigegeben. Bisher durchquerte die B 51 den Ort zentral, was mit erheblicher Lärm- und Schadstoffbelastung für die Anwohner verbunden war. Seit dem Spatenstich für die Ortsumgehung am 24. Januar 2020 wurde die B 51 im weiteren Verlauf verlegt, ausgebaut und somit die Bundesautobahn 553 über den Autobahnanschluss Köln-Eifeltor mit dem Kölner Autobahnring besser verbunden.

### Niedersachsen
Die im Juni 2019 teilweise und im August 2019 vollständig freigegebene Ortsumgehung Belm schließt direkt an das Autobahnende der A 33 westlich von Belm an. Die A 33 soll in Zukunft bis zur A 1 weitergebaut werden, die Ortsumgehung Belm wird dann über eine kreuzungsfreie Anschlussstelle an die Autobahn angebunden werden. Längerfristig ist auch der Neubau des Abschnitts zwischen den beiden Ortsumgehungen von Ostercappeln und Belm als autobahnähnliche Straße angedacht, wodurch die B 51 zwischen dem Kreisverkehr östlich von Ostercappeln und der A 33 durchgängig vierstreifig und kreuzungsfrei befahrbar wäre. Der genannte Abschnitt ist im Bundesverkehrswegeplan 2030 als Weiterer Bedarf mit Planungsrecht (WB*) eingeordnet.
Die Ortsdurchfahrt Barnstorf der B 51 im Landkreis Diepholz soll durch eine Umgehungsstraße ersetzt werden. Das Planfeststellungsverfahren hierzu wurde im April 2008 eingeleitet, aber aus städtebaulichen Gründen im Sommer 2010 vorübergehend eingestellt. Die Planungen zur ursprünglichen Trasse, die zwischen dem Barnstorfer Ortskern und dem Ortsteil Walsen verlaufen wäre und nahe an die dortige Wohnbebauung herangereicht hätte, wurden verworfen. Vor der Weiterverfolgung des Projekts sollen weitere Trassierungsvarianten untersucht und ein Raumordnungsverfahren eingeleitet werden. Dazu müssen zunächst eine Umweltverträglichkeitsstudie erarbeitet und eine Umweltverträglichkeitsprüfung durchgeführt werden. Als Grundlage für die weitere Planung zeichnet sich eine Neutrassierung südöstlich des Barnstorfer Ortskerns und der Bahnstrecke Osnabrück–Bremen ab. Teile der für die ursprüngliche Trasse vorgesehenen Flächen wurden mittlerweile durch die Gemeinde Barnstorf zur Wohnbebauung freigegeben.
Gemäß Bundesverkehrswegeplan 2030 sind außerdem Ortsumgehungen für Twistringen (Landkreis Diepholz) und Bad Iburg (Landkreis Osnabrück) zur Entlastung der dortigen Ortsdurchfahrten im Vordringlichen Bedarf (VB) vorgesehen. In Twistringen wird mit einer Umgehung nordwestlich des Ortskerns im 2+1-System geplant, in Bad Iburg soll der Ort östlich der Bebauung durch einen Tunnel umgangen werden.
Unabhängig von der Planung zu einer Ortsumgehung wurde die Ortsdurchfahrt von Bad Iburg zwischen 2011 und 2017 in vier Bauabschnitten umgebaut, unter anderem durch den Bau zweier neuer Kreisverkehre, Einengung der Fahrbahn und Anlage von Grünstreifen entlang der Straße. Ziel war die Verbesserung der Sicherheit für Fußgänger und Radfahrer sowie die Aufwertung des Ortsbildes. Parallel dazu erfolgte eine Umgestaltung der Grünflächen rund um den Charlottensee durch die Stadt Bad Iburg, die für die Niedersächsische Landesgartenschau im Jahr 2018 genutzt wurden.

## Mitbenutzung durch Straßenbahnen
Zwischen der Bochumer Innenstadt (Ab Haltestelle „Bergmannsheil“) und Bochum-Linden – und auf einem kleinen Stück in Hattingen – verläuft die Straßenbahnstrecke Bochum-Gerthe – Hattingen (Linie 308), und Bochum Hbf – Bochum-Dahlhausen (Linie 318, bis Haltestelle „Bochum Linden-Mitte“) der Bogestra straßenbündig in der Mitte der Hattinger Straße, der ehemaligen B 51. Auch zwischen Recklinghausen und Bochum verlief die Straßenbahn (Linie 8, 18, 28; später Linie 305 auf dem Abschnitt Herne-Bochum) bis zur Eröffnung der Bochumer Stadtbahn (U35) 1989 auf der Bundesstraße; die Gleise lagen im Bereich Riemke bis zum Sommer 2008 und wurden im Zuge der Straßensanierung entfernt. Hinzu kamen bis zur Herabstufung des betreffenden Straßenabschnitts der B 51 zur L 188 etwa 700 Meter im Kölner Stadtteil Mülheim sowie einige Meter im anschließenden Stadtteil Höhenhaus, auf denen die Linie 4 der Kölner Verkehrs-Betriebe fährt. In Saarbrücken verläuft die Linie S1 der Saarbahn durch St. Johanner- und Kaiserstraße, am Rathausplatz entlang und durch Großherzog-Friedrich-, Arndt- und Mainzer Str. auf der B 51. Ab der Haltestelle Römerkastell verläuft die Linie S1 dann parallel zur B 51 bis Saargemünd. Im heutigen Leverkusen fuhr von 1903 bis 1922 von der Reuterstr. bis zum Binnerster Hof (heute teilweise Fußgängerzone) eine Straßenbahn.